# Карцинофобија
Карцинофобија, такође позната и као фобија од рака, анксиозни је поремећај који се одликује хроничним страхом особе да ће добити рак. Може се манифестовати огромним осећањима туге, страха, панике и жалости. У неким случајевима, фобија може бити толико екстремна да спречава појединца да живи нормалан живот. То је најчешћа врста фобије везане за здравље.
Људи који живе са карцинофобијом често пате од депресије. Пацијенти могу постати осетљиви и опсесивни према свом здрављу. Понекад се могу осећати пренеражено и не успевају да обављају своје уобичајене функције. Страх је повезан са недостатком планирања будућности и уопштено лошим квалитетом живота.
Људи који су преживели рак су такође подложни развоју изузетног страха од поновног настанка због претходног искуства са том болести. Половина преживелих бораца са раком пријавило је умерен до висок страх од поновне појаве болести.
Когнитивна терапија се користи за широк спектар страхова и фобија, укључујући и карцинофобију. Она помаже пацијентима да повећају свест о овом поремећају и пружа начине пацијентима како могу да се носе са својим емоцијама.